# Saint-Brancher
Saint-Brancher es una localidad y comuna francesa situada en la región de Borgoña, departamento de Yonne, en el distrito de Avallon y cantón de Quarré-les-Tombes.

## Demografía
| 742 | 654 | 729 | 763 | 856 | 810 | 839 | 833 | 766 | 780 | 818 | 824 | 888 | 887 | 927 | 858 | 873 | 827 | 817 | 785 | 682 | 636 | 574 | 591 | 553 | 515 | 515 | 454 | 389 | 312 | 316 | 313 | 327 |
| Para los censos de 1962 a 1999 la población legal corresponde a la población sin duplicidades (Fuente: INSEE [Consultar]) |     |     |     |     |     |     |     |     |     |     |     |     |     |     |     |     |     |     |     |     |     |     |     |     |     |     |     |     |     |     |     |     |